# Jean-Étienne Antoinette
Pour les articles homonymes, voir Antoinette.
Jean-Étienne Antoinette, né le 29 janvier 1966, est un enseignant et homme politique français.

## Biographie
Enseignant de formation et maire de Kourou de 1996 à 2014, Jean-Étienne Antoinette est membre de Walwari.
En juin 2002, il se présente dans la 2e circonscription de la Guyane lors des élections législatives, il est battu par Léon Bertrand au 2e tour en réalisant 35,54 %.
Élu sénateur DVG de la Guyane le 21 septembre 2008, il siège en tant qu'apparenté au groupe socialiste. En 2011, il est élu vice-président de la commission de la culture, de l'éducation et de la communication. Il n'est pas réélu lors des sénatoriales de 2014.
En 2015, il remplace Rémy-Louis Budoc au CESE.
En juin 2017, il se présente dans la 2e circonscription de la Guyane lors des élections législatives, il est éliminé dès le 1er tour en réalisant 9,47 %.

## Détail des fonctions et des mandats
Mandat parlementaire
- 1er octobre 2008 - 30 septembre 2014 : Sénateur de la Guyane

Mandats locaux
- 1er janvier 1996 - 5 avril 2014 : Maire de Kourou
- 29 mars 2004 - 14 mars 2010 : Conseiller régional de la Guyane[6]

Autre mandat
- Président du conseil d'administration de l'établissement public d'aménagement en Guyane[Quand ?]

## Vie professionnelle
- Membre du centre de gestion du département de la Guyane
- Président du conseil d’administration de la SIMKO (Société immobilière de Kourou)